# Shabazz Muhammad
Shabazz Nagee Muhammad (Long Beach, California, 13 de noviembre de 1992) es un jugador de baloncesto estadounidense que pertenece a la plantilla del Homenetmen Beirut de la Liga Libanesa de Baloncesto. Con 1,98 metros de altura, juega en la posición de escolta.

## Trayectoria

### Universidad
Jugó en la Universidad de UCLA y fue seleccionado en el puesto 14 de la primera ronda del Draft de la NBA de 2013 por Utah Jazz, que esa misma noche le traspasó a Minnesota.

### Profesional
Debutó en la NBA, con Minnesota Timberwolves el 1 de noviembre de 2013 en un partido contra Oklahoma City Thunder en el que jugó 6 minutos. Anotó su primera canasta en partido oficial, el 6 de noviembre en el partido que acabó en derrota contra Golden State Warriors.
Tras cuatro temporadas y media en Minnesota, el 4 de marzo de 2018, firma por lo que resta de temporada con Milwaukee Bucks.
El 12 de octubre de 12, 2018, Muhammad firma con los Shanxi Brave Dragons de la Liga China.
El 15 de agosto de 2019, firma con los Shenzhen Aviators de la Liga China (CBA).
En noviembre de 2021 se anunció que el jugador se uniría a Meralco Bolts de la PBA de Filipinas; sin embargo, dos semanas después, Muhammad comunicó que, por asuntos personales, no podría viajar a su nuevo destino, cediéndole así su puesto en el equipo a Tony Bishop. Al mes siguiente jugó un par de partidos con los Grand Rapids Gold de la G League. En febrero de 2022, finalmente, desembarcó en la PBA, pero contratado por los San Miguel Beermen. Posteriormente disputó el Dubai International Basketball Championship de 2023 con el Strong Group.
El 15 de enero de 2024 firmó con los Stockton Kings, el equipo de la G League afiliado a los Sacramento Kings de la NBA.
En agosto de 2024 se unió al Homenetmen Beirut de la Liga Libanesa de Baloncesto.

## Estadísticas de su carrera en la NBA

### Temporada regular
| Año     | Equipo    | PJ  | PT | MPP  | %TC  | %3P  | %TL  | RPP | APP | ROB | TPP | PPP  |
| ------- | --------- | --- | -- | ---- | ---- | ---- | ---- | --- | --- | --- | --- | ---- |
| 2013–14 | Minnesota | 37  | 0  | 7.8  | .460 | .273 | .650 | 1.4 | .2  | .2  | .0  | 3.9  |
| 2014–15 | Minnesota | 38  | 13 | 22.8 | .489 | .392 | .717 | 4.1 | 1.2 | .5  | .2  | 13.5 |
| 2015–16 | Minnesota | 82  | 0  | 20.5 | .465 | .289 | .764 | 3.3 | .6  | .3  | .1  | 10.5 |
| 2016-17 | Minnesota | 78  | 1  | 19.4 | .482 | .336 | .774 | 2.8 | .4  | .3  | .1  | 9.9  |
| 2017-18 | Milwaukee | 11  | 0  | 10.6 | .552 | .375 | .895 | 2.8 | .6  | .4  | .1  | 8.5  |
| Total   | Total     | 278 | 16 | 17.2 | .473 | .319 | .751 | 2.8 | .5  | .3  | .1  | 9.0  |

## Vida privada
Es hermano de la tenista Asia Muhammad.
El 22 de marzo de 2013 se reveló en un artículo de Los Angeles Times que en realidad Muhammad tenía un año más que el que figuraba en la guía oficial emitida por la UCLA, ya que el periódico constató que el jugador había nacido en 1992 en California y no en 1993 en Nevada, como decía el texto. Aunque su padre inicialmente señaló que lo que denunciaba Los Angeles Times era falso, poco después admitió que, en efecto, su hijo era un año más grande de lo que se afirmaba en el documento de la universidad. Aunque se especuló que la situación había sido generada para que Muhammad sacara ventajas ante sus rivales por su edad, lo cierto es que el asunto no produjo una investigación oficial y no afectó la carrera posterior del jugador. 